# Lesekompetenz

Anteile der des Lesens Fähigen weltweit, basierend auf Daten des CIA World Fact Book (Karte aus dem Jahr 2007)

Lesekompetenz (englisch reading literacy; auch Lesefähigkeit oder Leseverstehen) ist die Fähigkeit, einzelne Wörter, Sätze und ganze Texte flüssig zu lesen und im Textzusammenhang zu verstehen. Die Lesekompetenz gehört neben der Schreibkompetenz und dem Rechnen zu den Grundfertigkeiten, die bereits während der Grundschulzeit erworben und durch den Besuch weiterführender Schulen ausgebaut werden sollten.
Die OECD definiert „Lesekompetenz“ als die Fähigkeit „geschriebene Texte zu verstehen, zu nutzen und über sie zu reflektieren, um eigene Ziele zu erreichen, das eigene Wissen und Potenzial weiterzuentwickeln und am gesellschaftlichen Leben teilzunehmen.“
Die Lesekompetenz hängt unter anderem von der Lesegeschwindigkeit und damit in hohem Maße von der Kurzspeicherkapazität (Kurzzeitgedächtnis) und dem Arbeitsgedächtnis der lesenden Person ab. Weitere Voraussetzungen der Lesekompetenz sind Vorwissen, Fähigkeit zum lexikalischen Zugriff, das Vorhandensein von Wortschatz, Motivation und Einstellungen zum Lesen, sowie Kenntnisse von Textmerkmalen, Lesestrategien und kognitive Grundfertigkeiten.

## Stufen der Lesekompetenz
Die Stufung erfolgt für die Fähigkeit, Aufgaben unterschiedlicher Schwierigkeitsgrade zu lösen. Der Schwierigkeitsgrad einer Aufgabe ist u. a. von der Komplexität des Textes, der Vertrautheit der Schüler mit dem Thema, der Deutlichkeit von Hinweisen auf die relevanten Informationen sowie der Anzahl und Auffälligkeit von Elementen, die von den relevanten Informationen ablenken könnten, abhängig. Die Unterscheidung findet jeweils in den drei Kategorien
1. „Informationen ermitteln“,
2. „textbezogenes Interpretieren“ und
3. „Reflektieren und Bewerten“ statt.[3]

Die Anzahl an Stufen und ihre Zuordnung zu verschiedenen Teilfähigkeiten des Lesens ist abhängig von der zugrunde gelegten Modellvorstellung und variiert zwischen verschiedenen Tests oder Bildungsstudien. Es handelt sich dabei um den Versuch, psychometrische Kennwerte leichter verständlich zu machen und stellen folglich lediglich eine Interpretationshilfe dar. Welcher Kompetenzstufe eine Person zugeordnet wird hängt ausschließlich vom erzielten Rohwert ab und gibt keine Auskunft darüber, ob er oder sie tatsächlich die Aufgaben einer bestimmten Kompetenzstufe bewältigte, oder nicht. Die folgende Darstellung ist angelehnt an die Konzeption der Kompetenzstufen in der PISA-Studie aus dem Jahr 2000. Diese Stufen wurden aber beispielsweise in der Untersuchung von 2009 erweitert, um einer veränderten Modellvorstellung Rechnung zu tragen. Auch liegt beispielsweise der IGLU-Studie ein anderes Stufenmodell zugrunde, sodass die Ergebnisse beider Studien nicht unmittelbar verglichen werden können:

### Kompetenzstufe I
Elementarstufe → Schüler sind in der Lage:
1. explizit angegebene Informationen zu lokalisieren, wenn keine konkurrierenden Informationen im Text vorhanden sind (Informationen ermitteln);
2. den Hauptgedanken oder die Intention des Autors in einem Text über ein vertrautes Thema zu erkennen, wobei der Hauptgedanke relativ auffällig ist, weil er am Anfang des Textes erscheint oder wiederholt wird (textbezogenes Interpretieren);
3. einfache Verbindungen zwischen Informationen aus dem Text und allgemeinem Alltagswissen herzustellen, wobei der Leser ausdrücklich angewiesen ist, relevante Faktoren in der Aufgabe und im Text zu beachten (Reflektieren und Bewerten).

### Kompetenzstufe II
Herstellung einfacher Verknüpfungen → Schüler sind zum Beispiel in der Lage:
1. eine bzw. mehrere Informationen im Text zu lokalisieren, die aus dem Text heraus geschlussfolgert werden müssen und mehrere Voraussetzungen erfüllen. Der Text wird durch eine Auswahl von konkurrierenden Informationen erschwert (Informationen ermitteln);
2. den Hauptgedanken zu erkennen und des Weiteren die Beziehungen und das Erfassen von Bedeutungen im Text auf der Basis von Schlussfolgerungen zu verstehen (textbezogenes Interpretieren);
3. mehrere Verbindungen zwischen Text und Wissen, welches über den Text hinausgeht, zu vergleichen und darauf mit persönlichen Erfahrungen und Einstellungen Bezug zunehmen (Reflektieren und Bewerten).

### Kompetenzstufe III
Integration von Textelementen und Schlussfolgerungen → Schüler sind in der Lage:
1. Informationen zu identifizieren, die verschiedene Bedingungen erfüllen, wobei zum Teil Beziehungen zwischen diesen Informationen erkannt werden müssen und auffällige konkurrierende Informationen vorhanden sind (Informationen ermitteln);
2. den Hauptgedanken eines Textes zu erkennen, eine Beziehung zu verstehen oder die Bedeutung eines Wortes oder Satzes zu erschließen, auch wenn mehrere Teile des Textes berücksichtigt und integriert werden müssen (textbezogenes Interpretieren);
3. Verbindungen zwischen Informationen herzustellen sowie Informationen zu vergleichen und zu erklären oder bestimmte Merkmale eines Textes zu bewerten, auch wenn ein genaues Verständnis des Textes im Verhältnis zu vertrautem Alltagswissen oder eine Bezugnahme auf weniger verbreitetes Wissen erforderlich ist (Reflektieren und Bewerten).

### Kompetenzstufe IV
Detailliertes Verständnis von komplexen Texten → Schüler sind zum Beispiel in der Lage:
1. mehrere eingebettete Informationen zu lokalisieren (Informationen ermitteln);
2. Kategorien in einem unbekannten Text zu verstehen/anzuwenden und Sprachnuancen in Textteilen auszulegen, die den Text als Einheit berücksichtigen (textbezogenes Interpretieren);
3. kritisch zu formulieren oder Hypothesen über Textinformationen unter der Zuhilfenahme von formalem/allgemeinem Wissen aufzustellen sowie lange/komplexe Texte zu verstehen Texten (Reflektieren und Bewerten).

### Kompetenzstufe V
Vollständige flexible Nutzung unbekannter und komplexer Texte, Expertenstufe → Schüler sind zum Beispiel in der Lage:
1. verschiedene, tief eingebettete Informationen zu lokalisieren und zu organisieren, auch wenn Inhalt und Form des Textes unvertraut sind und indirekt erschlossen werden muss, welche Informationen für die Aufgabe relevant sind (Informationen ermitteln);
2. einen Text mit einem unvertrauten Thema und Format vollständig und im Detail zu verstehen (textbezogenes Interpretieren);
3. unter Bezugnahme auf spezialisiertes Wissen einen Text kritisch zu bewerten oder Hypothesen über Informationen im Text zu formulieren, auch wenn die relevanten Konzepte den Erwartungen widersprechen (Reflektieren und Bewerten).

### Hintergründe

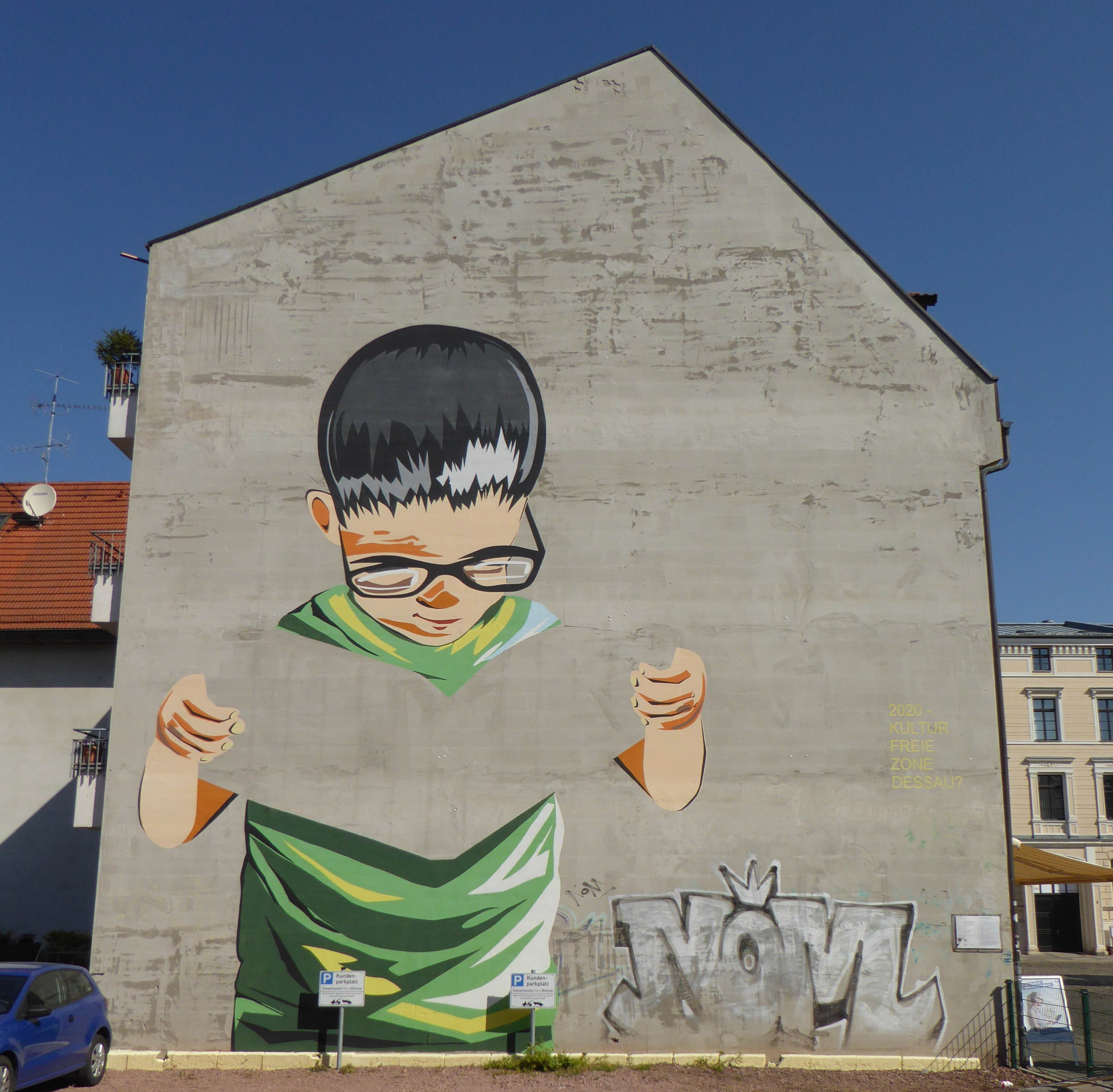
Der nicht Buch lesende Junge

In den letzten Jahren sind Zweifel an der Lesekompetenz vieler Jugendlicher aufgekommen. Manche verlassen die Schule nur mit geringen Lesekenntnissen und entwickeln sich in einigen Fällen allmählich zurück zu funktionalen Analphabeten. Die Überprüfung der Lesekompetenz war zentraler Teil der internationalen PISA-Studie, bei der die Lesekompetenz von Schülern verschiedener Schulsysteme untersucht wurde.
Die Lesekompetenz ist die Basis für den Erwerb zusätzlicher weiterer Kompetenzen, denn in vielen Fachbereichen müssen Kenntnisse z. B. in Fachbüchern „erlesen“ werden. So kann man die Lesekompetenz als eine der wichtigsten Schlüsselqualifikationen bezeichnen.
Bisweilen werden auch die Verschiebungen beim Medienkonsum insbesondere jüngerer Menschen (etwa deren zunehmende Internetaffinität) für tatsächliche oder vermeintliche Schwächen beim Lesen und Schreiben verantwortlich gemacht. Dabei ist es höchst umstritten, ob etwa der Rückgang von Zeitungslesern in den unteren Altersgruppen die unterstellten Defizite verursacht.

## Papier-basiertes vs. digitales Lesen
Eine Metaanalyse fasste die Forschung zwischen 2000 und 2017 zum Einfluss des Mediums beim Lesen zusammen. Sie verglich Studien zum Leseverständnis bei vergleichbaren Texten auf Papier und auf digitalen Geräten mit insgesamt über 171.000 Teilnehmern. Die Ergebnisse ergaben einen Vorteil von papierbasiertem gegenüber digitalem Lesen.
Die Analysen ergaben drei zusätzliche Einflussfaktoren:
1. Zeitrahmen: Der papierbasierte Lesevorteil verschärfte sich bei zeitlich beschränktem Lesen im Vergleich zu zeitlich unbeschränktem Lesen.
2. Textgenre: Der papierbasierte Lesevorteil bestand konsistent bei Studien mit Informationstexten oder einer Mischung aus Informations- und Erzähltexten, jedoch nicht bei Studien, die nur Erzähltexte verwenden.
3. Studienjahr: Der Vorteil des papierbasierten Lesens hat im Laufe der Jahre zugenommen.[5]

## Lesekompetenz und Lebenschancen
Lesen zu können, ist ein zentraler Teil des heutigen Kulturzeitalters. Das unzureichende Beherrschen des Lesens hat auch andere Schwächen zur Folge. Wer schlecht liest, wird sich schwer tun im Begreifen von Rechenaufgaben und im Erfassen von naturwissenschaftlichen Fragestellungen. Nur wenige holen die am Beginn der Pubertät festgestellten Defizite in späteren Jahren noch auf. Gut lesen zu können bedeutet fließendes und sinnentnehmendes Lesen gelernt zu haben.
In Österreich sind weniger als ein Prozent „echte“ Analphabeten; drei bis vier Prozent gelten hingegen als „funktionale“ Analphabeten. Ihre Kenntnisse und Fähigkeiten reichen nicht aus, um schriftsprachliche oder rechnerische Aufgaben des Alltags selbstständig bewältigen zu können.

## Geschichte der Lesekompetenz
Im Altertum und auch im Mittelalter war die Fähigkeit zu lesen (und zu schreiben) eher die Ausnahme als die Regel. Selbst Könige konnten manchmal trotz Ausbildung durch Hofmeister nicht lesen (und schreiben). Dafür gab es die Kleriker und das Berufsbild des Schreibers, der solche Aufgaben für Lese- und Schreibunkundige erledigte.
Eine vergleichsweise hohe Lesekompetenz bestand im Volk Israel. Die 5 Bücher Mose wiesen Eltern an, ihren Kindern (und dabei besonders den Jungen) das Lesen (und Vorlesen) des „Wortes Gottes“ beizubringen.
Einen Schub für die Lesekompetenz brachte nach der Erfindung des Buchdrucks durch Johannes Gutenberg in Mitteleuropa die massenhafte Verbreitung der Lutherbibel und der anderen Druckschriften Martin Luthers im Zeitalter der Reformation im 16. Jahrhundert.
Auch die Einführung der Sonntagsschule bei vielen Landes- und Freikirchen im 19. Jahrhundert in Deutschland zum Zwecke der religiösen Unterweisung und des Bibelstudiums war ein großer Fortschritt für die Lesekompetenz der deutschen Bevölkerung.
Schließlich förderte die Einführung der allgemeinen Schulpflicht in der Neuzeit die Lesekompetenz unter der Bevölkerung ungemein, wie auch die Einrichtung öffentlicher Bibliotheken.
Noch heute gibt es in Entwicklungsländern, in denen der Alphabetisierungsgrad sehr niedrig ist, den Beruf des Schreibers, der Schreibunkundigen z. B. bei der Korrespondenz mit Behörden zur Seite steht.

## Klassifizierung von Texten nach Schwierigkeit
Im Schulsystem der Vereinigten Staaten werden einschlägige Schülerlektüren (insbesondere Kinder- und Jugendbücher) nach dem Lexile-System klassifiziert. Auf diese Weise wird gewährleistet, dass Schüler mit unentwickelter Lesekompetenz einfache Texte, fortgeschrittene Leser dagegen anspruchsvollere Texte zu lesen bekommen.